# Rettenbach (Aresing)
Rettenbach  ist ein Gemeindeteil der Gemeinde Aresing im oberbayerischen Landkreis Neuburg-Schrobenhausen. Es war Sitz der gleichnamigen Gemeinde.

## Lage
Das Kirchdorf Rettenbach liegt vier Kilometer westlich von Aresing nahe der Bundesstraße 300 am Rettenbach, inmitten der Hallertau in der Planungsregion Ingolstadt.

## Geschichte
Der Besitz „Routenbach“ wird um 1014 mit 19 Bauernhuben und einem halben Wirtschaftshof als Schenkung an das Kloster St. Afra in Augsburg erwähnt. Der Ortsadel hatte im hohen Mittelalter in beiden Ortsteilen Rettenbachs (Ober- und Unterrettenbach) befestigte Sitze, zählte aber zum Landgericht Schrobenhausen des Herzogtums bzw. des späteren Kurfürstentums Bayern. Im Zuge der Verwaltungsreformen in Bayern entstand mit dem Gemeindeedikt von 1818 die Gemeinde Rettenbach, die aus den Orten Autenzell, Rosenberg, Rosensteig und dem Kirchdorf und Gemeindesitz Rettenbach bestand. Am 1. Juli 1972 wurde die Gemeinde im Zuge der Gemeindegebietsreform in Bayern nach Aresing eingemeindet.

## Baudenkmäler
Folgende Baudenkmäler sind in der Denkmalliste gelistet:
- Katholische Filialkirche St. Ottilia: Spätgotische Saalkirche, erbaut 1494
- Ehemaliges Gasthaus
- Ehemaliges Bauernhaus
- Wegkapelle am Beinberger Weg